# Schottenstein (Itzgrund)
Schottenstein ist ein Gemeindeteil von Itzgrund im oberfränkischen Landkreis Coburg.

## Geographie
Das Pfarrdorf liegt südwestlich von Coburg, etwa 13 Kilometer entfernt. Der Ort befindet sich im Itz-Baunach-Hügelland und hat eine ausgeprägte Hanglage westlich des Itzgrundes. Die Höhendifferenz beträgt 75 Meter. Im oberen Dorfteil, dem hochmittelalterlichen Siedlungskern, liegen drei ehemalige Ansitze und die Pfarrkirche, der untere Dorfteil, Wölkendorf, befindet sich in der Talaue der Itz und der mittlere, jüngste Teil steht im Unterhangbereich. Durch Schottenstein führt die Kreisstraße CO 5 von Bodelstadt nach Welsberg.

## Geschichte
Schottenstein wurde 1126 erstmals als Stein urkundlich erwähnt. Das namensgebende Adelsgeschlecht derer von Schott ist erstmals für 1239 belegt. Die von Schott spalteten sich in mehrere Linien auf, mit jeweils einem Ansitz in Schottenstein.
Eine Kapelle des heiligen Pankratius ist für 1354 erwähnt, eine selbständige Pfarrei für 1358. Im 16. Jahrhundert übernahmen die von Lichtenstein die Dorfherrschaft, von denen sich noch Grabplatten in der Kirche befinden. 1626 gab es drei Schlossanlagen, das südlich von der Kirche stehende Mittlere Schloss, das westlich befindliche Untere Schloss, von dem es noch Grundmauern gibt, und das Obere Schloss, das als Burgstall noch wahrnehmbar ist. Das Untere und das Obere Schloss und große Teile des Dorfes wurden
1634 im Dreißigjährigen Krieg zerstört. Das Mittlere Schloss gehörte bis 1917 Max Schott von Schottenstein und kam durch Erbschaft an die heutigen Besitzer, Freiherren Löffelholz von Kolberg.

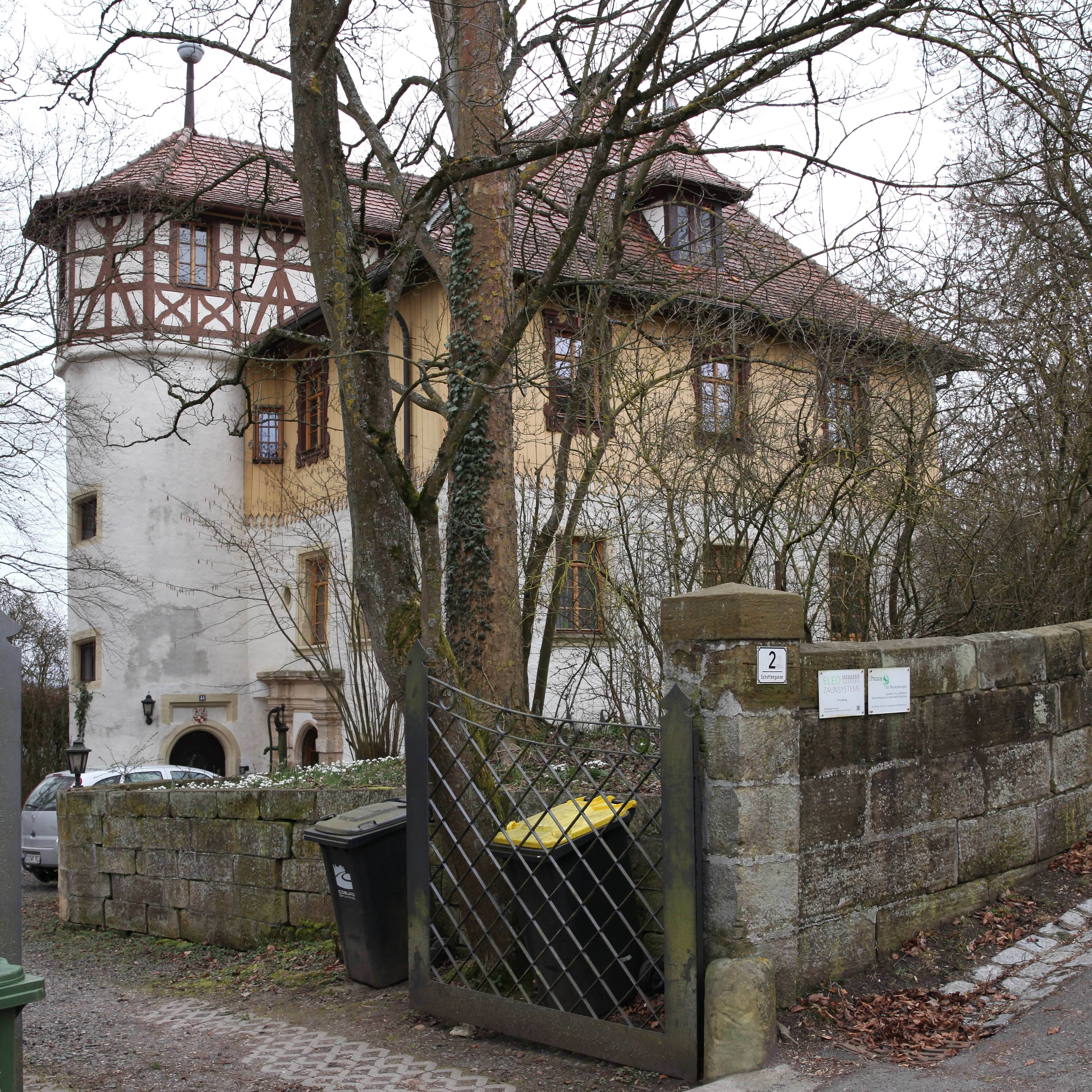
Mittleres Schloss
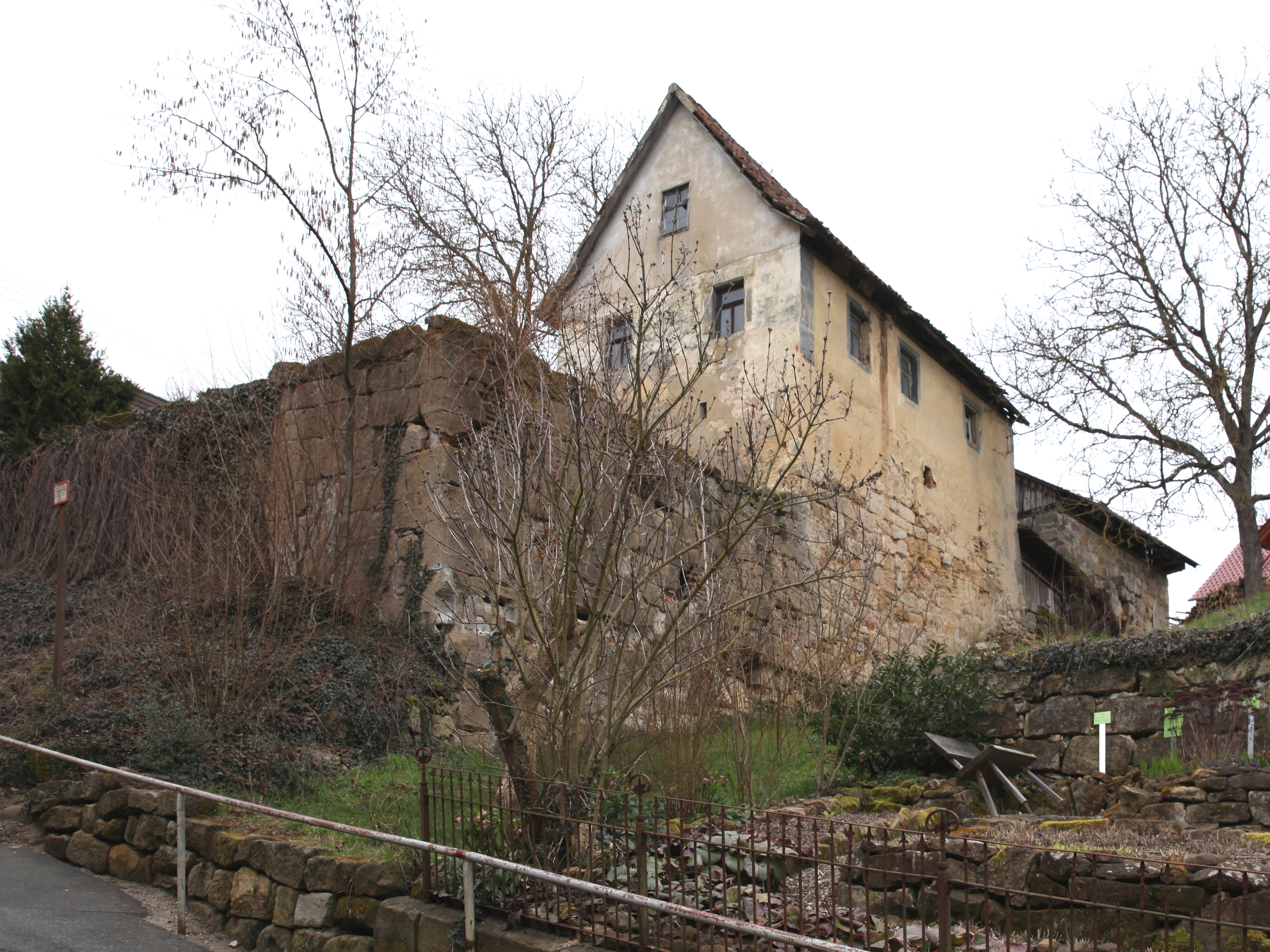
Unteres Schloss

Ende des 18. Jahrhunderts standen in Schottenstein 64 Häuser. Die Grundherrschaft besaßen bei 23 Höfen das würzburgische Amt Seßlach und bei 29 Höfen die Herren von Greiffenclau-Vollrads. Zwei Höfe gehörten denen von Lichtenstein-Lahm und vier Höfe denen von Hendrich. Vier Häuser und die Schmiede waren Gemeindeeigentum. 1818 lebten in dem damaligen Bauern- und Handwerkerdorf 411 Personen in 84 Wohnhäusern.
Von den vier 1870 eröffneten Brauereien, zu denen auch Gasthöfe gehörten, stellte eine den Brauereibetrieb 1878 ein, die Brauereien Schleicher und Späth folgten 1950 und die Brauerei Tischer hörte 1958 auf. Es existiert noch der Gasthof Schleicher.
1925 hatte das Dorf 497 Einwohner und 110 Wohnhäuser. In der Gemeinde, die auch Bodelstadt und Schenkenau umfasste, lebten 568 Personen, von denen 548 der evangelisch-lutherischen Kirche angehörten. Im Jahr 1987 hatte das Dorf 378 Einwohner und 118 Wohnhäuser mit 138 Wohnungen.
Am 1. Juli 1972 wurde der Landkreis Staffelstein aufgelöst. Seitdem gehört Schottenstein zum Landkreis Coburg. Im Zuge der bayerischen Gebietsreform verlor Schottenstein am 1. Mai 1978 seine Selbstständigkeit als Gemeinde und wurde, wie seine Ortsteile, das Dorf Bodelstadt und die Einöd Schenkenau, ein Gemeindeteil der Gemeinde Itzgrund.

### Einwohnerentwicklung
| Jahr      | 1818 | 1875 | 1900 | 1925 | 1950 | 1970 | 1987 | 2004 |
| --------- | ---- | ---- | ---- | ---- | ---- | ---- | ---- | ---- |
| Einwohner | 411  | 559  | 514  | 497  | 602  | 451  | 378  | 494  |

## Dorfstruktur
Das Ortsbild Schottensteins wird durch seine ausgeprägte Hanglage bestimmt. Unbebaute Hangbereiche sind zumeist mit Streuobstwiesen bepflanzt.
Das Zentrum des Dorfes, das Oberdorf, liegt auf der Hangkante. Dort steht bzw. standen die Schlösser. Die Häuser entlang der Straße sind giebelständig angeordnet. Hangabwärts schließen sich im Oberdorf die meisten Gebäude mit besonderen Funktionen an, wie beispielsweise die Kirche, die Obere Schule und das ehemalige Würzburger Hofhaus.
Der meist vorkommende historische Haustyp ist das erdgeschossige Wohnstallhaus oft in Fachwerk, mit Satteldach oder Halbwalmdach, der im Itzgrund für Kleinbauern und Bauern-Handwerker typisch ist. Die oft giebelständigen Fachwerkhäuser sind häufig mit Schiefer verkleidet. Viele Höfe besitzen einen Walnussbaum als Hofbaum.

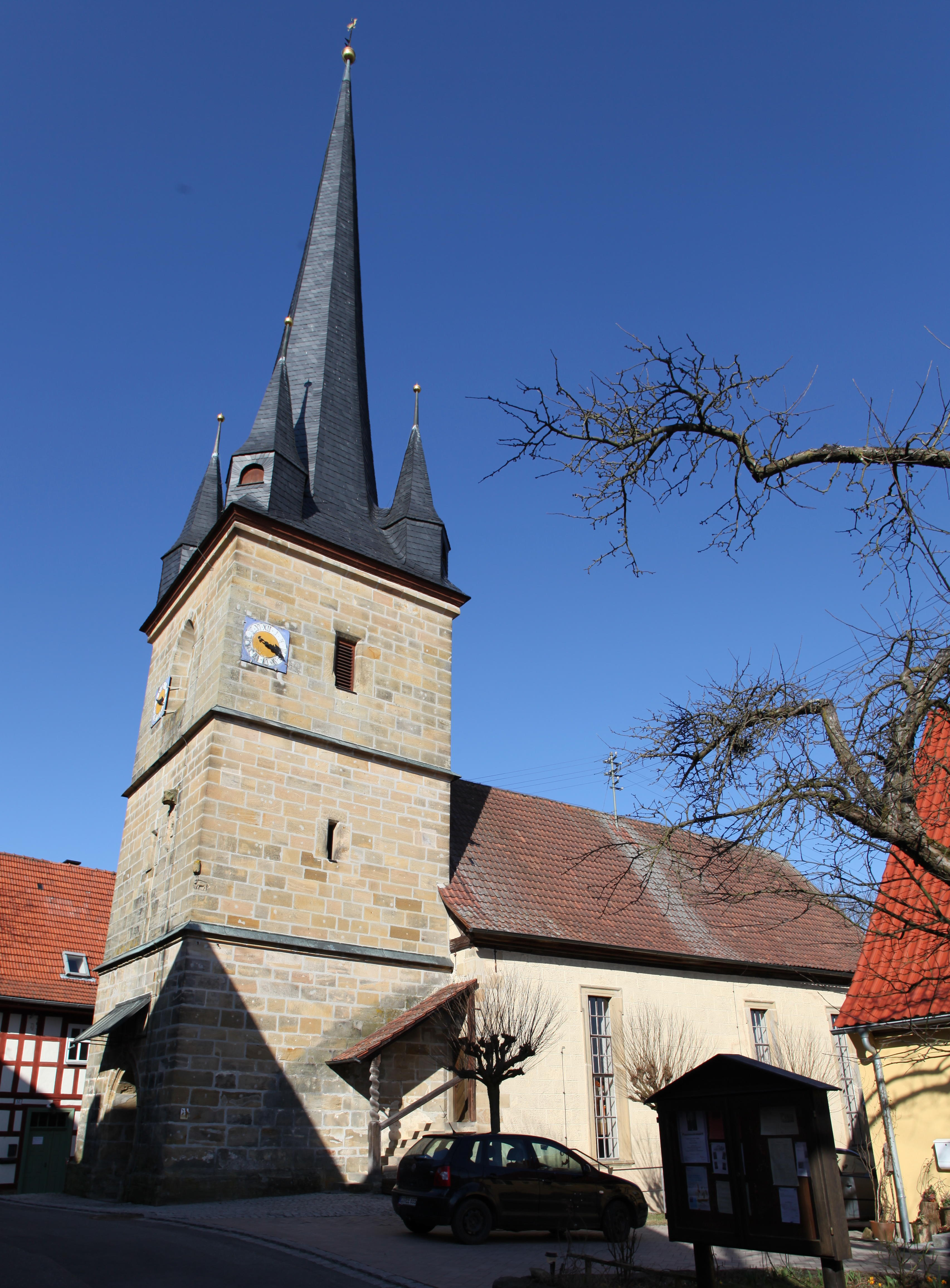
St.-Pankratius-Kirche

## Kirche
Die evangelisch-lutherische Pfarrkirche St. Pankratius ist eine Saalbaukirche, deren Kirchenschiff 1703 errichtet und 1842 baulich verändert wurde. Der spätgotische Westturm wird auf das Jahr 1499 datiert und erhielt 1603 einen hohen Spitzhelm mit vier Ecktürmchen. Von der Ausstattung sind die farbig gefasste Kanzel aus dem 18. Jahrhundert und die Kassettendecke erwähnenswert. Besonderheiten sind am Turm zwei Plastiken, ein Ritter mit Standarte und Wappen in voller Rüstung und ein stierähnliches Tier, über dem sich ein menschlicher Kopf mit Antlitz befindet.